# Sumberjati (Tempeh)
Sumberjati is een bestuurslaag in het regentschap Lumajang van de provincie Oost-Java, Indonesië. Sumberjati telt 4488 inwoners (volkstelling 2010).